# William Genders
William Henry "Harry" Genders (5 de janeiro de 1890 — 7 de fevereiro de 1971) foi um ciclista britânico. Representou o Reino Unido em dois eventos nos Jogos Olímpicos de 1920, em Antuérpia.